# 松潘站
松潘站位于中华人民共和国四川省阿坝藏族羌族自治州松潘县青云镇雄山村，是川青铁路上的一座车站，2024年8月30日随川青铁路镇黄段开通而投入使用，车站规模为4台10线，车站距松州古城约6公里。

## 车站结构
车站按5000平方米规模设计，最高聚集人数1500人；站房采用当地松州古城“城墙”和“垛口”元素，外立面采用干挂天然石材，解决安全问题的同时表达了设计理念，使站房外墙重现松州古城墙；室内大厅采用中国结造型及菱形网板，象征各民族团结。

## 接驳交通
松潘站设有往九寨沟景区和黄龙景区景区的直通巴士；当地公交在松潘站设有往松潘县城松州广场的公交线路。